# Východoafrický šilink

státy Východoafrického společenství (2016)

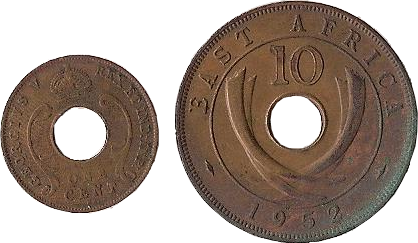
mince 1 a 10 centů z roku 1952

Východoafrický šilink (anglicky East African shilling) je zaniklá měna, která byla používána v britských koloniích v regionu východní Afriky mezi roky 1921 a 1969. Měnu vydával East African Currency Board (EACB). Zároveň se jedná o název plánované měny, kterou chtějí v následujících letech zavést státy Východoafrického společenství a vytvořit tak měnovou unii.

## Historie
Východoafrický šilink byl do oběhu uveden v polovině roku 1921 v Ugandě, Tanganice a Keni. Roku 1936 se začal šilink používat i na Zanzibaru. Roku 1969 byl šilink nahrazen novými nezávislými měnami, které si zachovaly stejný název – ugandský šilink, tanzanský šilink a keňský šilink.
Roku 1941, kdy pod britskou správu přešla italská kolonie Italská východní Afrika (dnešní Etiopie, Eritrea a část Somálska), byl šilink zaveden i na tomto území. V Etiopii byl roku 1945 nahrazen birrem, v Eritreji roku 1952 též birrem, v Italském Somálsku roku 1950 somálským somalem a v Britském Somálsku roku 1960 somálským šilinkem.
Mezi roky 1951 a 1965 byl používán i v britských koloniích na jihozápadě Arabského poloostrova (Adenský protektorát, Adenská kolonie, Federace jihoarabských emirátů, Jihoarabská federace, Jihoarabský protektorát).

## Druhý východoafrický šilink
Státy Keňa, Uganda a Tanzanie vytvořily v roce 2001 Východoafrické společenství, které se později rozšířilo o Burundi, Rwandu a Jižní Súdán. Vytvoření měnové unie a znovuzavedení východoafrického šilinku je jedním z programových bodů společenství. Původně měla být společná měna zavedena v roce 2009, termín však byl několikrát odložen.